# Malapterus reticulatus
Malapterus reticulatus ist ein mittelgroßer Lippfisch, der im südöstlichen Pazifik bei den Juan-Fernández- und Desventuradas-Inseln und an der Küste von Chile nördlich von Valparaiso vorkommt. Er ist die einzige Art seiner Gattung.

## Merkmale
Malapterus reticulatus hat einen schlanken, seitlich abgeflachten Körper und erreicht eine Standardlänge von 17 bis 19 Zentimeter. Das Maul ist klein, die Augen sind relativ groß. Der Kiemendeckel ist zugespitzt. Die grünlichen Schuppen haben schwarze Ränder, so das sich ein netzartiges Zeichnungsmuster ergibt (reticulatus = gegittert, netzförmig). Der Rückenflossenansatz liegt oberhalb der Brustflossenbasis, die Bauchflossenbasis befindet sich nur wenig hinter der Brustflossenbasis und der Afterflossenansatz liegt etwa unterhalb der Mitte des Körpers. Die Schwanzflosse ist ganz leicht abgerundet.

## Lebensweise
Malapterus reticulatus lebt in felsigen Riffen bei Temperaturen von 12 bis 22 °C und ist ein Allesfresser, der hin und wieder auch als Putzerfisch wirkt. Er säubert z. B. die Steinbrasse Scorpis chilensis, aber auch größere Exemplare der eigenen Art von Ektoparasiten aus der Ordnung der Asseln.

## Systematik
Art und Gattung wurden 1839 durch den französischen Ichthyologen Achille Valenciennes erstmals wissenschaftlich beschrieben und dabei gleich den Lippfischen zugeordnet. Innerhalb dieser Familie hat er aber keine näheren Verwandten und seine taxonomische Stellung ist relativ isoliert. Malapterus reticulatus ist die basale Schwestergruppe einer großen Klade, die vom Zigarren-Lippfisch (Cheilio inermis) und den Unterfamilien Messerlippfische (Xyrichtyinae), Pseudolabrinae und Junkerlippfische (Julidinae) gebildet wird.